# Isla Cisne
La isla Cisne es la mayor de un conjunto denominado islas Cisne (en inglés: Swan Islands) que comprende tres pequeñas islas del archipiélago de las Malvinas, que según la Organización de las Naciones Unidas (ONU), está en litigio de soberanía entre el Reino Unido, quien la administra como parte del territorio británico de ultramar de las Malvinas, y la Argentina, quien reclama su devolución, y la integra en el departamento Islas del Atlántico Sur de la provincia de Tierra del Fuego, Antártida e Islas del Atlántico Sur.
Esta isla es la principal del centro del estrecho de San Carlos y se encuentra junto a las islas Cisne del Norte y Cisne del Oeste con las que forma un conjunto que está entre las islas Soledad y la Gran Malvina, más próxima a esta última. Se ubica también al sudeste de Puerto Mitre y al oeste de la isla Barranco Alto.
Los extremos sudeste y sudoeste de esta isla son dos de los puntos que determinan las líneas de base de la República Argentina, a partir de las cuales se miden los espacios marítimos que rodean al archipiélago.

## Geografía y fauna
Las islas de este conjunto son bajas, y están cubiertas de arbustos, con la fauna de aves comunes a la mayor parte de las islas Malvinas, encontrándose al resguardo del clima más duro, tanto del este como del oeste.

## Historia
El almirante George Grey, navegó por las islas Malvinas en 1836, la inscripción en su diario del 21 de diciembre dice:

Las islas Cisne (Swan Islands) son bajas y se encuentran cubiertas de pastos, excepto en el centro de la mayor, donde se encuentra el suelo despejado con una especie de lago de agua clara donde uno de los miembros de la tripulación mató a un cisne salvaje; nos habían dicho que había un cierto número de cerdos salvajes en esta isla, pero no tuve éxito en matar a ninguno, aunque desembarqué 50 hombres para conquistar la isla.

Posiblemente sea por este evento de donde deriva el nombre de estas islas.

### Guerra de las Malvinas
Durante la guerra de las Malvinas, el 10 de mayo de 1982 se libró un combate naval menor en aguas próximas a esta isla, que culminó con el trágico hundimiento del buque argentino ARA Isla de los Estados por parte de la fragata británica HMS Alacrity. En esta acción fallecieron 22 hombres en total.